# Humbert z Silva Candida
Humbert z Silva Candida (ur. ok. 1010 w Burgundii, zm. 5 maja 1061 w Rzymie) – kardynał, legat papieski i teolog, którego myśl legła u podstaw XI-wiecznej reformy Kościoła dokonanej przez papieży Leona IX i Grzegorza VII. Nieprzejednany w kwestiach doktrynalnych, doprowadził do ostatecznej schizmy między Kościołem Zachodnim a Wschodnim w roku 1054.
Był mnichem benedyktyńskim w Moyenmoutier, we francuskich Wogezach. Wybitnie uzdolniony, w wieku 15 lat stał się ekspertem w łacinie i grece. Swoje studia teologiczne skoncentrował na problemach stosunków między Kościołem a państwem. Jako przyjaciel Brunona z Toul, z którym dzielił gorliwość w dążeniu do reform mających na celu ukrócenie nadużyć w Kościele, został przezeń powołany do Rzymu w roku 1049, po wyborze Brunona na papieża (Leon IX), gdzie stał się głównym wykonawcą polityki papieża Leona IX i jego następców: Wiktora II, Stefana IX i Mikołaja II. W 1049 został mianowany arcybiskupem Sycylii, nie objął jednak tego urzędu, wobec czego rok później Leon IX nadał mu godność kardynała biskupa Silva Candida. W 1054 był jednym z legatów Leona IX w Konstantynopolu odpowiedzialnych za rzucenie ekskomuniki na patriarchę Michała Cerulariusza. Po powrocie z legacji pracował w kurii rzymskiej jako Kanclerz Świętego Kościoła Rzymskiego (1057-1061). Sygnował dekret In Nomine Domini z 13 kwietnia 1059, ustanawiający nowe reguły wyboru papieży.
Krytykował symonię i uważał ją za formę herezji. Uważał, że sakramenty udzielane przez symoniackich kapłanów nie posiadają skuteczności zbawczej, co później zostało odrzucone przez papiestwo. Pogląd ten także podejrzewano o herezję donatyzmu